# Aurelio Lampredi
Aurelio Lampredi (Livorno, 16 de junio de 1917 - Livorno, 1 de junio de 1989) fue un diseñador italiano de motores de automóviles y aviones.

## Biografía

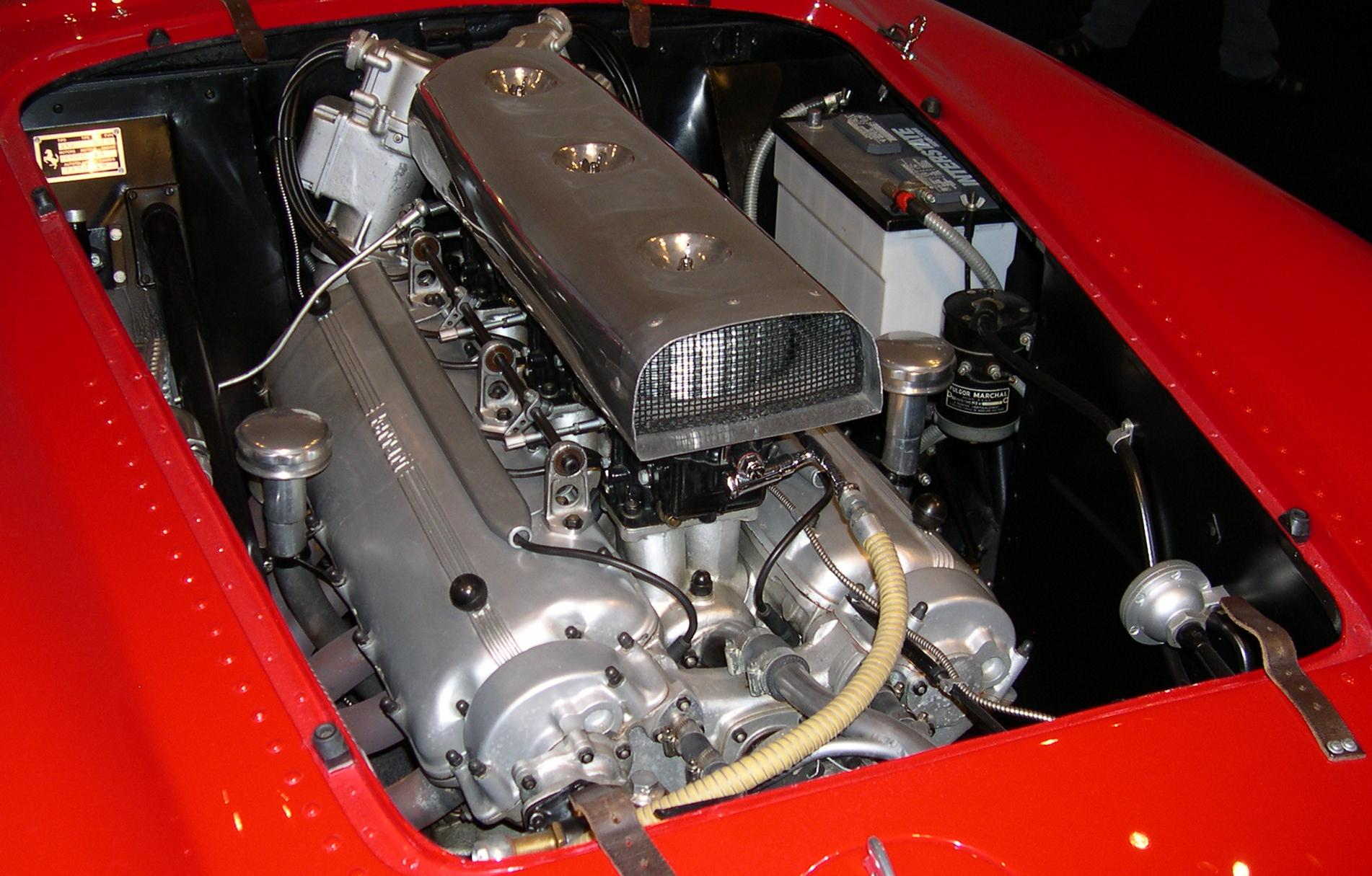
Motor Ferrari 375 Plus V12 (1954)

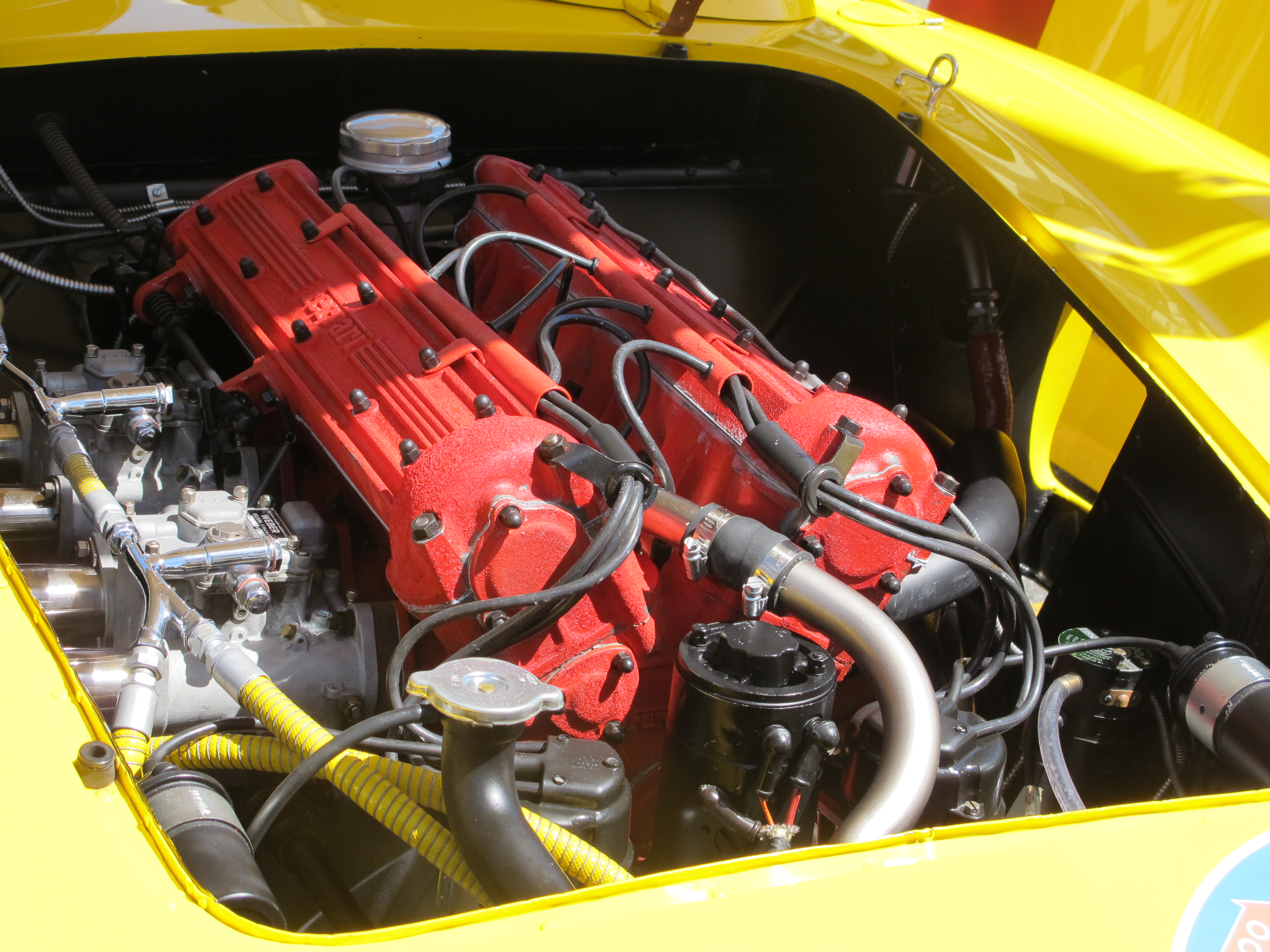
Un motor de cuatro cilindros Lampredi en un Ferrari 500 TR (Testa Rossa)

Nacido en Livorno, comenzó su carrera en Piaggio, fabricante de la escúter Vespa, pero rápidamente pasó a motores más grandes. Trabajó en Isotta Fraschini antes de la Segunda Guerra Mundial y luego se unió a Reggiane para diseñar motores de aviones.
La fama de Lampredi lo llevó a Ferrari en 1946. Abandonó temporalmente la empresa para volver a Isotta Fraschini en marzo de 1947, pero retornó a Ferrari a principios de 1948, donde diseñó grandes propulsores 3,3, 4,1 y 4,5 litros de cilindrada, la familia de motores V12 (el conocido como "motor Lampredi") que se utilizó por primera vez en los coches de carreras 275 S, 275 F1, 340 F1 y 375 F1 de los años 1950. Sus motores se utilizaron como la gran alternativa de aspiración natural a los diminutos V12 sobrealimentados diseñados por Gioacchino Colombo, utilizados en la mayoría de los coches de Ferrari hasta ese momento.
Especialmente después del mal resultado del motor sobrealimentado de Colombo en la Fórmula 1, el diseño de Lampredi comenzó a encontrar el favor de la compañía, y el propio Lampredi supervisó la actividad en las carreras de Ferrari durante su éxito inicial en 1952 y 1953.
En 1951, Enzo Ferrari había visto una buena oportunidad de construir un automóvil competitivo para las carreras de Fórmula Dos. Y los cambios en las reglas de la Fórmula 1 hicieron posible que el automóvil de Fórmula Dos también pudiera ser competitivo en la Fórmula 1 durante dos años, hasta que entraron en vigencia las nuevas regulaciones de motores en 1954. Entonces, sugirió a Lampredi que diseñara un motor de carreras de cuatro cilindros. Este motor de cuatro cilindros y doble árbol de levas de Lampredi demostró ser un gran éxito en la Fórmula 2, la Fórmula 1 y en los coches de carreras deportivos.
El trabajo de Lampredi en Ferrari terminó definitivamente en 1955, cuando Ferrari compró el equipo de carreras de Lancia, incorporando al famoso diseñador de motores Vittorio Jano, anteriormente en Alfa Romeo. Aunque los diseños de los motores de Lampredi perduraron en los coches de carretera de Ferrari, los motores V6 y V12 de Jano reemplazaron rápidamente a los grandes V12 de Lampredi para su uso en las carreras.
Después de Ferrari, Lampredi pasó a Fiat, donde supervisó el diseño de los motores de la empresa hasta 1977. Fue en Fiat donde diseñó los famosos motores Fiat Twin-Cam y SOHC, que impulsaron a la mayoría de los automóviles Fiat y Lancia durante más de 32 años. También fue nombrado gerente del grupo de carreras de fábrica Abarth (propiedad de Fiat) desde 1973 hasta 1982.
También sería el responsable del diseño del motor que permitió a Fiat implantarse en el mercado brasileño en 1976, al crear FIASA (acrónimo portugués de "Fiat Automóveis SA). Ese motor equipaba al Fiat 147, versión directa del Fiat 127 europeo pero exclusivamente brasileño, lo que supuso un gran impacto para la industria automotriz brasileña, porque el Fiat 147 se convirtió en el primer vehículo nacional en tener un motor de montaje transversal con árbol de levas en cabeza accionado por correa. Además, fue el primer motor fabricado a gran escala que funciona con etanol. Más adelante, en 1979, el Fiat 147 llegó a ser el primer automóvil del mundo vendido a gran escala propulsado por etanol. El motor tuvo tanto éxito, que Fiat lo reutilizó con pequeños cambios en el proyecto original hasta 2001 (a lo largo de 25 años), cuando el motor FIASA se reemplazó por el motor FIRE, también un motor de cuatro cilindros en línea, pero adaptado para usar dos combustibles (etanol y gasolina) y mucho más ligero.
Lampredi murió en Livorno en 1989.